# Timaukel
Timaukel è un comune del Cile della provincia di Tierra del Fuego nella regione di Magellano e dell'Antartide Cilena. Al censimento del 2002 possedeva una popolazione di 423 abitanti.

## Società

### Evoluzione demografica
| Censimento del 1992 | Censimento del 2002 |
| 252 ab.             | 423 ab.             |